# Gare de Niangoloko
La gare de Niangoloko est une gare ferroviaire burkinabé de la ligne d'Abidjan à Ouagadougou, située à proximité du centre-ville de Niangoloko, chef-lieu du département de même nom dans la province de la Comoé de la région des Cascades.

## Situation ferroviaire
Établie à 341 mètres d'altitude, la gare de Niangoloko est située au point kilométrique (PK) 650 de la ligne d'Abidjan à Ouagadougou, entre les gares de Yendéré et de Diarabakoko.

## Histoire
La gare de Niangoloko, en Haute-Volta, est mise en service le 1er mai 1932, lors de l'ouverture à l'exploitation du tronçon de Ouangolodougou à Niangoloko. L'ouverture du tronçon suivant jusqu'à Banfora a lieu le 1er septembre 1932, pour les marchandises, et en janvier 1933 pour le service des voyageurs. Elle est réalisée, comme la ligne ferroviaire, par le Génie militaire français.

## Service des voyageurs
Depuis les années 2000, la Sitarail, qui fait circuler six trains voyageurs par semaine sur la ligne, réalise son changement de personnel de bord entre les équipes ivoiriennes et burkinabè à la gare de Niangoloko, l'une des 36 (sur 74) qui restent encore en activité après les fermetures de 42 arrêts pour raisons économiques.